# Enrico Iannaccone
Enrico Iannaccone (Napoli, 18 dicembre 1989) è un regista, sceneggiatore e compositore italiano.

## Biografia
Enrico Iannaccone inizia la sua carriera con la realizzazione di alcuni cortometraggi. Nel 2013 vince il David di Donatello ed ottiene la candidatura al Globo d'oro per il miglior cortometraggio.
Nel 2015 scrive e dirige il suo primo lungometraggio La buona uscita per il quale riceve il premio regista del futuro al Festival Capri Hollywood.
Successivamente realizza tre documentari e nel 2019 scrive e dirige il suo secondo film La vacanza.
Nel 2024 realizza il suo terzo lungometraggio, Riverbero, un'opera sperimentale e totalmente indipendente.
Porta avanti la sua attività musicale sotto lo pseudonimo di Gianni Banni.

## Filmografia

### Regista e sceneggiatore

#### Cinema
- La buona uscita (2016)
- La vacanza (2019)
- Riverbero (2024)

#### Cortometraggi
- L'esecuzione (2012)
- Peristalsi (2013)
- La ciofeca (2013)
- Gli amori (2014)
- Aniconismo (2014)
- Tetris (2016)
- È solo il vento (2022)
- Hic est nunc (2024)
- Dïàtriba (2025)

#### Documentari
- Sarimihetsika (2018)
- 'A Nuttata (2018)
- Memento Mori (2019)
- I morti (2025)

#### VideoArt
- °#* (2010)
- Il distacco del ghiaccio (2012)
- Mar Promiscuo, con musiche di Girolamo De Simone (2014)
- Ballet Éternel (2016)
- A un milione di verdi contee da qui (2020)
- L’infezione (2020)
- La debuttante (2022)
- Lingua muta (2024)

## Teatro
- Per gentile intercessione (2014) - testo e regia
- Il divino utensile (2017) - testo e regia

## Libri
- Un regalo, Augh! Edizioni, 2021
- Il cogito dell'incertezza, Nulla Die, 2023
- La lingua del derma, Robin Edizioni, 2023
- Rione Alto (e altri vagiti), Eretica Edizioni, 2025

## Discografia (Gianni Banni)
- 2012 – Le fogne
- 2014 – Danza Globulare
- 2014 – Tartufo EP
- 2015 – Tredici Minuti EP
- 2015 – Pasticche - Silly Covers
- 2015 – Kadinux
- 2016 – Purpetielli EP
- 2016 – Pasticche vol.II
- 2016 – NGC 1435 EP
- 2017 – Soundcloud Singles 2013 - 2016
- 2017 – Migrazioni Umorali
- 2017 – Bufotenina EP
- 2018 – Il cantero di Natale EP
- 2019 – Headache Mantra
- 2019 – Soundcloud Singles 2017 - 2019
- 2019 – Cosmic Closet
- 2020 – De Ignorantia
- 2020 – Quarantine’s Day EP
- 2020 – La Vacanza (Original Motion Picture Soundtrack)
- 2020 – Il romanticismo è un reato d’opinione EP
- 2021 – Acid Reflux Soup
- 2021 – Soundcloud Singles 2019 - 2021
- 2022 – Rincorrendo la stanchezza
- 2022 – Il motto di spirito EP
- 2023 – L'inutile arte di stare molto calmi EP
- 2023 – Apnea
- 2023 – La logica del disinteresse EP
- 2024 – Inascolto EP
- 2024 – La deumidificazione dell'anima EP
- 2024 – Riverbero (Original Motion Picture Soundtrack)
- 2024 – Uroboro (Original Short Film Soundtrack)
- 2024 – La morte della fenice
- 2025 – Soundcloud Singles 2022 - 2024
- 2025 – Vocat EP
- 2025 – La circostanza
- 2025 – Dïàtriba (Original Short Film Soundtrack)
- 2025 – L'agosto del '25 EP